# Zonas da Etiópia

Um mapa das regiões e zonas da Etiópia

As regiões da Etiópia são divididas em 68 ou mais zonas (amárico: ዞን zonə). O número exato de zonas não é claro, como os nomes e número de zonas dada em documentos da Agência Central de Estatística da Etiópia diferem entre 2005 e 2007. Vários mapas, dão os nomes de zonas e os limites diferentes. As zonas são divididas em aproximadamente 500 woredas.
As zonas são listadas abaixo, por região:

## Adis Abeba
- Adis Abeba

## Afar
- Distrito Especial de Argobba
- Zona Administrativa 1 (também conhecida como Awsi)
- Zona Administrativa 2 (também conhecida como Kilbet)
- Zona Administrativa 3 (também conhecida como Gabi)
- Zona Administrativa 4 (também conhecida como Fantena)
- Zona Administrativa 5 (também conhecida como Hari)

## Amara
- Agew Awi
- Bahir Dar (zona especial)
- Gojjam Ocidental
- Gojjam Oriental
- Gondar do Norte
- Gondar do Sul
- Oromia
- Shewa do Norte (Amara)
- Wollo do Norte
- Wollo do Sul
- Wag Hemra

## Benishangul-Gumaz
- Asosa
- Kamashi
- Metekel

## Dire Daua
- Dire Daua

## Gambela
- Anuak
- Mezhenger
- Nuer

## Harari
- Harari

## Oromia
- Adama (zona especial)
- Arsi
- Arsi Ocidental
- Bale
- Borena
- Buno Bedele
- Guji
- Guji Ocidental
- Hararghe Ocidental
- Hararghe Oriental
- Horo Gudru Welega
- Illubabor
- Jimma (zona)
- Jimma (zona especial)
- Kelem Welega
- Oromia-Finfinne (zona especial)
- Shewa do Norte (Oromia)
- Shewa do Sudoeste
- Shewa Ocidental
- Shewa Oriental
- Welega Ocidental
- Welega Oriental

## Região de Sidama
- Sem zonas

## Região Somaliana
- Afder
- Dollo
- Fafan
- Gode
- Jarar
- Korahe
- Liben
- Nogob
- Sitti

## Região das Nações, Nacionalidades e Povos do Sul
- Bench Maji
- Dawro
- Gamo Gofa
- Gedeo
- Gurage
- Hadiya
- Kembata Tembaro
- Keffa
- Keficho Shekicho
- Sheka
- Silti
- Omo do Sul
- Wolayita
- Distrito Especial de Alaba
- Distrito Especial de Amaro
- Distrito Especial de Basketo
- Distrito Especial de Burji
- Distrito Especial de Dirashe
- Distrito Especial de Konso
- Distrito Especial de Konta
- Distrito Especial de Yem

## Tigré
- Mekele (zona especial)
- Tigré Central
- Tigré do Noroeste
- Tigré do Sudeste
- Tigré do Sul
- Tigré Ocidental
- Tigré Oriental